# Elise Rechichi
Elise Maree Rechichi est une skipper australienne née le 11 janvier 1986 à Perth. 

## Carrière
Aux Jeux olympiques d'été de 2008, Elise Rechichi remporte la médaille d'or en 470 avec Tessa Parkinson.